# Polytmus guainumbi
Polytmus guainumbi е вид птица от семейство Колиброви (Trochilidae).

## Разпространение
Видът е разпространен в Аржентина, Боливия, Бразилия, Венецуела, Гвиана, Колумбия, Парагвай, Перу, Суринам, Тринидад и Тобаго и Френска Гвиана.